# 東京デザインが生まれる日
『東京デザインが生まれる日』（とうきょうデザインがうまれるひ）は、2020年12月3日から12月24日までテレビ東京「水ドラ25」で放送されたテレビドラマ。主演は地上波ドラマ初主演のモトーラ世理奈。全5話。

## 概要
デザインオフィス「れもんらいふ」代表のアートディレクター・千原徹也が企画・演出の、デザイン業界を舞台にしたドラマ。
業界で唯一無二の存在感を放つ同社で、千原が手掛けたデザイン企画や作品をもとに、制作の経緯や過程、関係者などを描く。
今作は、ドラマの合間に作品に携わった関係者や俳優と、千原の対談を挟む「フィクション（ドラマ）とノンフィクション（対談）のハイブリッド」が特徴である。

## キャスト
小野睦
演 - モトーラ世理奈
デザイナー。

千原徹子
演 - MEGUMI
睦の上司。アートディレクター。

片平和春
演 - 後藤淳平
睦の彼氏。

矢沢春希
演 - もも
睦の先輩。

遠藤七菜香
演 - 伊藤万理華
睦の友人。

鳥居菜穂美
演 - 新井郁
チーフデザイナー。

関善彦
演 - 奈良裕也
取締役。睦の良き相談相手。

### 対談ゲスト
- くっきー!（野性爆弾）[1]
- 川上未映子[1]
- 吉澤嘉代子[1]
- 安達祐実[1]

## スタッフ
- 脚本 - 清水匡
- 演出・監督 - 千原徹也[1]
- プロデューサー - 江川智（テレビ東京）、合田知弘（テレビ東京）、小林祐太（れもんらいふ）、塚原元彦（ドアーズ）
- 主題歌 - Kroi「Page」[2]
- オープニングテーマ - トーキョーベートーヴェン feat.モトーラ世理奈「青春のリグレット」（KISS,TOKYO RECORDS）[注釈 1]
- 制作 - テレビ東京、れもんらいふ
- 製作著作 - 「東京デザインが生まれる日」製作委員会
- 撮影 - 迫あすみ、小長井大輔
- 照明 - 高田紹平
- 音声 - 辻克乙、中村健太
- ヘアメイク - 富沢ノボル、MARI
- スタイリスト - 菅沼愛
- 助監督、編集 - 奥田啓太

## 放送日程
| 話数   | 放送日         | サブタイトル             |
| ------ | -------------- | ------------------------ |
| 第1話  | 2020年12月03日 | デザイナーはサラリーマン |
| 第2話  | 2020年12月10日 | 仕事を"じぶんごと"にする |
| 第3話  | 2020年12月17日 | 反対されることは、新しい |
| 第4話  | 2020年12月24日 | 夢を形にすること         |
| 最終話 | 2020年12月24日 | 東京デザインが生まれる日 |